# Say Anything...
Say Anything... (bra: Digam o Que Quiserem; prt: Não Digas Nada), é um filme norte-americano de 1989, do gênero drama romântico, escrito e dirigido por Cameron Crowe.

## Sinopse
O filme acompanha o romance entre Lloyd Dobler (John Cusack) e Diane Court (Ione Skye) logo após a formatura no ensino médio. 

## Elenco
- John Cusack
- Ione Skye
- John Mahoney
- Lili Taylor
- Joan Cusack
- Amy Brooks
- Pamela Segall